# پوستااوتلاکا
پوستااوتلاکا (به مجاری:  Pusztaottlaka) یک منطقهٔ مسکونی در مجارستان است که در ناحیه مزوکواچ‌هازا واقع شده‌است. پوستااوتلاکا ۱۸٫۸۸ کیلومتر مربع مساحت و ۴۷۴ نفر جمعیت دارد.